# Marur, Magadi
Marur là một làng thuộc tehsil Magadi, huyện Ramanagara, bang Karnataka, Ấn Độ.